# Баранов, Леонид Тимофеевич
Леонид Тимофеевич Баранов (род. 7 июня 1949) — российский военный деятель и учёный в области ракетно-космической техники, кандидат технических наук, академик РАК имени К. Э. Циолковского, генерал-лейтенант. Начальник 5-го ГИК МО РФ (1997—2007). Почётный гражданин Байконура (2007). Лауреат Премии Правительства Российской Федерации в области науки и техники (2001). Заслуженный военный специалист Российской Федерации (1999). 

## Биография
Родился 7 июня 1949 года в станице Мухинской, Амурской области.
С 1966 по 1969 год обучался в Хабаровском командно-техническом училище. С 1969 года служил в составе Ракетных войск стратегического назначения СССР (с 1992 года — Ракетных войск стратегического назначения Российской Федерации) и направлен в 12-е Главное управление Министерства обороны СССР где до 1973 года служил в должности техника 3-го отдела Центральной базы хранения спецбоеприпасов в закрытом посёлке Тула-50. 
С 1973 по 1976 год обучался в Военном инженерном Краснознамённом институте имени А. Ф. Можайского. С 1976 года на научно-исследовательской работе в НИИП № 5 МО СССР в должности начальника стартовой команды 48-й отдельной инженерно-испытательной части. С 1980 по 1982 год обучался на командном факультете Военной академии имени Ф. Э. Дзержинского. С 1982 года продолжил службу в НИИП № 5 МО СССР в должностях: начальник группы и заместитель командира 31-й отдельной инженерно-испытательной части. С 1987 по 1989 год — командир 326-й отдельной инженерно-испытательной части в составе 7-го Испытательного управления, основной задачей части под руководством Л. Т. Баранова было проведение испытаний и выполнение работ на пусковых установок жидкостной трёхступенчатой ракеты-носителя лёгкого класса «Рокот».
С 1989 по 1992 год — заместитель начальника штаба НИИП № 5 МО СССР. С 1992 по 1994 год — начальник 2-го Центра испытаний и применения космических средств. В 1994 году Указом Президента России ему было присвоено воинское звание генерал-майор, а в 1998 году — генерал-лейтенант. С 1994 по 1997 год — начальник штаба — первый заместитель начальника, с 1997 по 2007 год — начальник 5-го Государственного испытательного космодрома Министерства обороны Российской Федерации (космодром Байконур), одновременно являлся заместителем председателя Государственной комиссии по пилотируемым ракетно-космическим программам. При его руководстве и непосредственном участии проходили лётные испытания ракеты носителя тяжёлого класса «Протон-М» и разгонного блока «Бриз-М». В 2001 году был избран академиком РАК имени К. Э. Циолковского, в 2002 году защитил диссертацию на соискание учёной степени кандидат технических наук по теме: «Организация запусков ракет космического назначения».  
С 2007 года в запасе. С 2007 года — директор филиала «Байконур» — первый вице-президент и заместитель генерального конструктора РКК «Энергия».

## Награды
- Орден Александра Невского (2022)[10].
- Орден «За военные заслуги»
- Орден Почёта
- Орден Красной Звезды
- Заслуженный военный специалист Российской Федерации (1999).
- Премия Правительства Российской Федерации в области науки и техники (2001)[1][3][4]
- Почётный гражданин Байконура (2007)[11][12]